# Karjamaa (Alajõe)
Karjamaa – wieś w Estonii, w prowincji Virumaa Wschodnia, w gminie Alajõe.